# قطعنامه ۹۹۰ شورای امنیت
قطعنامه ۹۹۰ شورای امنیت سازمان ملل متحد که در تاریخ ۲۸ آوریل ۱۹۹۵ تصویب شد، سندی بین‌المللی دربارهٔ کرواسی است. این قطعنامه طی نشست ۳۵۲۷ام با ۱۵ رای موافق، ۰ مخالف و ۰ ممتنع تصویب شد.